# Acrocorinto
Acrocorinto (em grego:  Ακροκόρινθος), "Corinto superior", a acrópole da Antiga Corinto, é uma rocha monolítica com vista para a antiga cidade de Corinto, na Grécia Antiga. "É a mais impressionante das acropóles da Grécia continental", de acordo com a avaliação de George Forrest. O Acrocorinto foi continuamente ocupado em tempos antigos até o início do século XIX. A acrópole antiga da cidade, facilmente defendida devido a sua geomorfologia, foi posteriormente ocupada e fortificada durante o Império Bizantino conforme tornou-se o local dos estrategos do tema de Hélade e posteriormente do Peloponeso. Foi defendida contra a Quarta Cruzada por três anos por Leão Esguro.

## Galeria

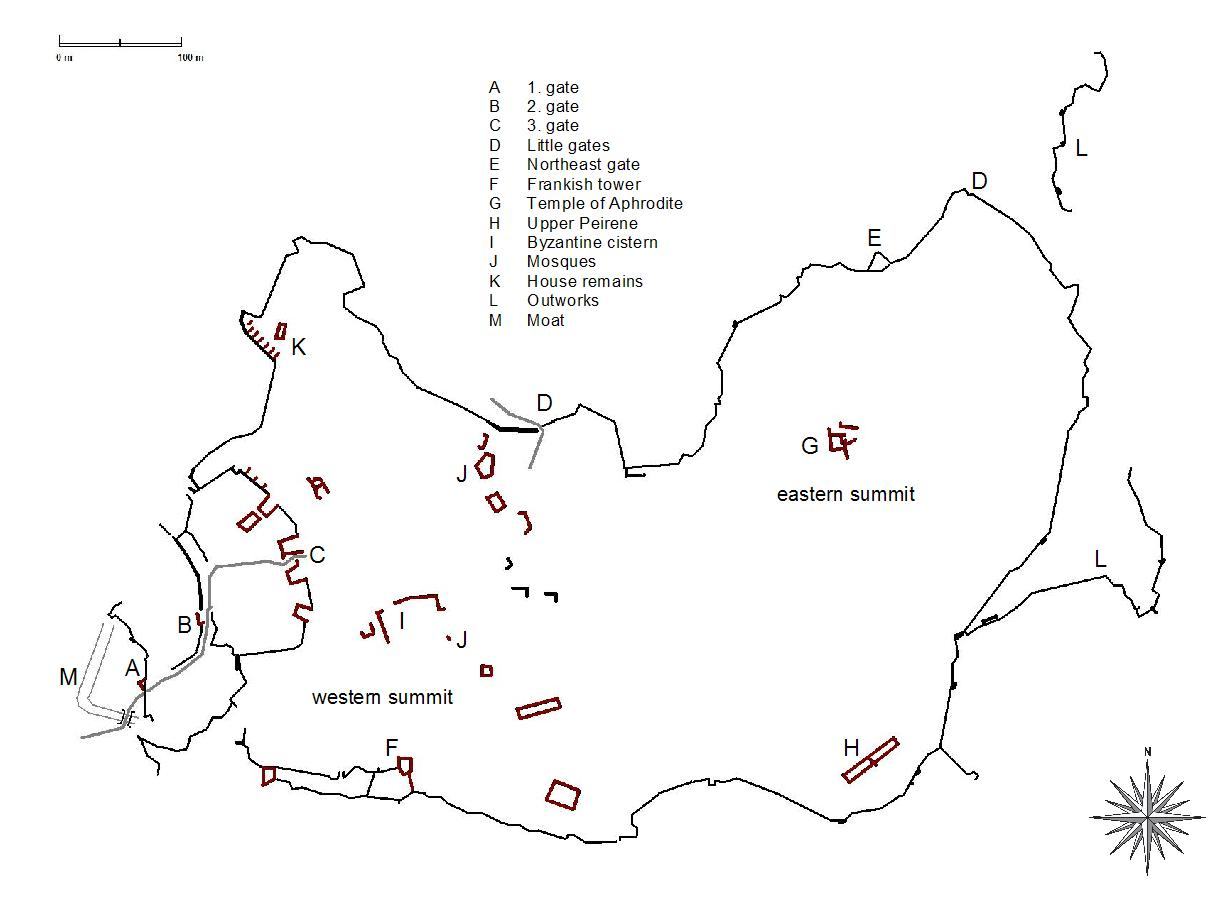
Mapa do Acrocorinto
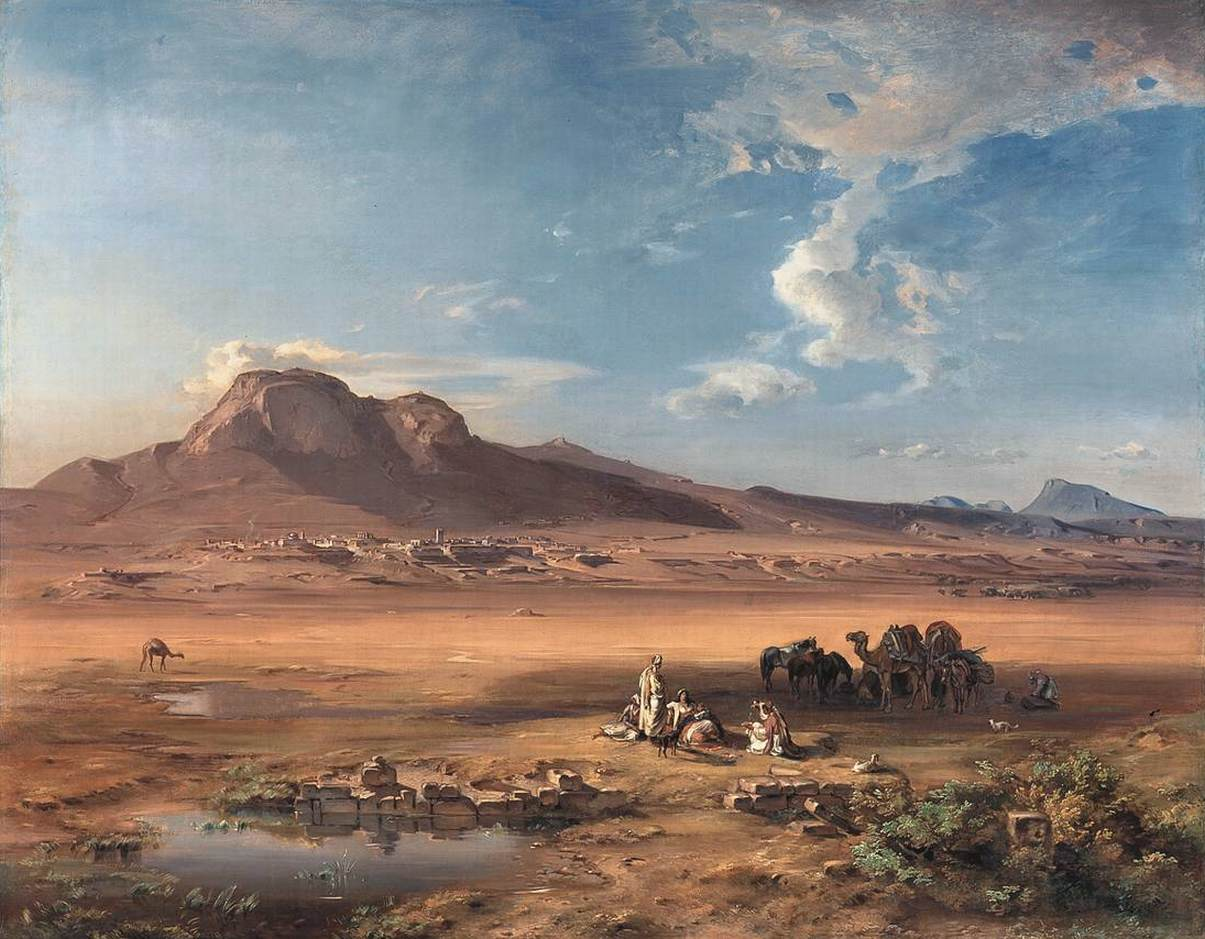
"Corinto com Acrocorinto" por Carl Anton Joseph Rottmann, 1847
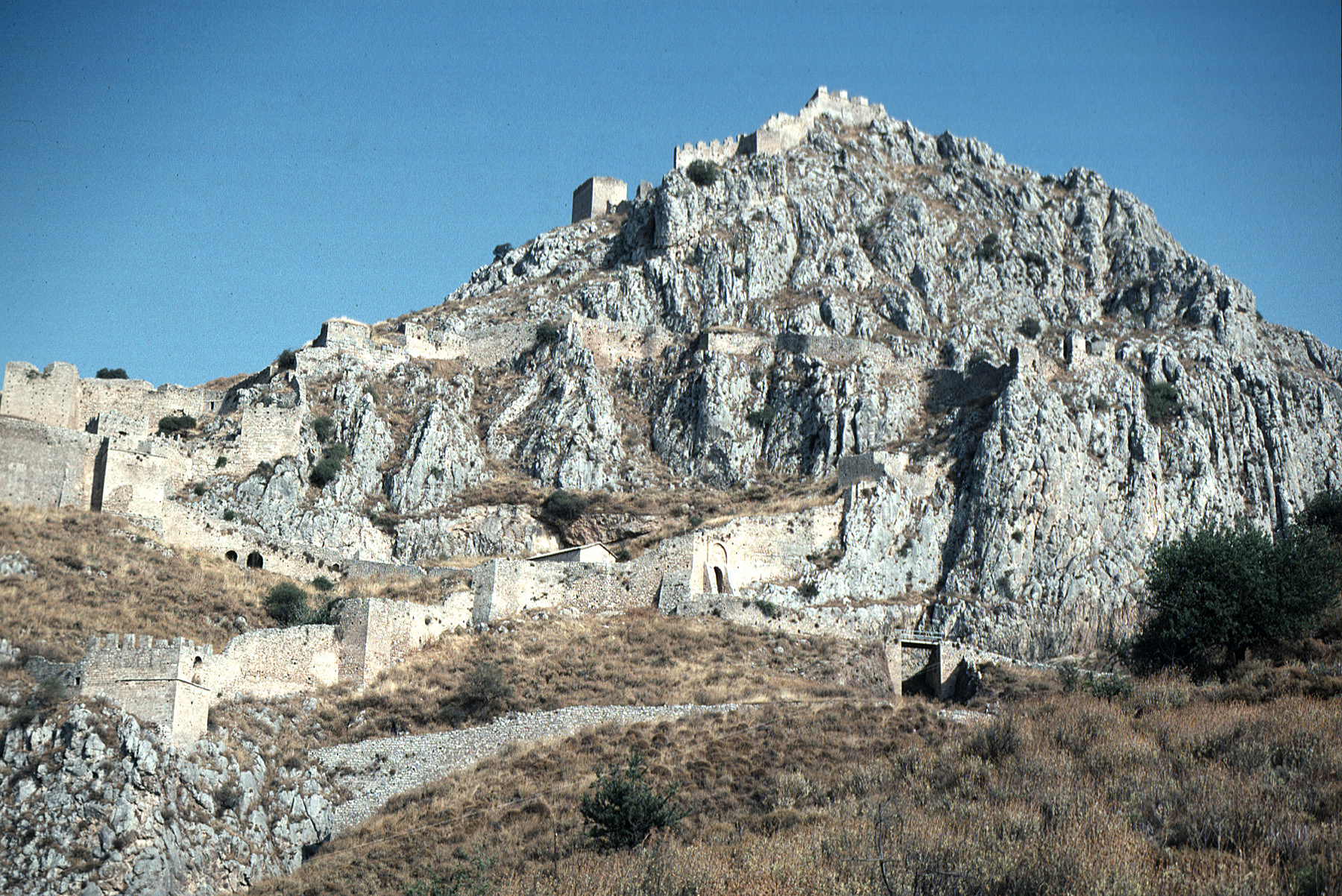
Vista do Acrocorinto
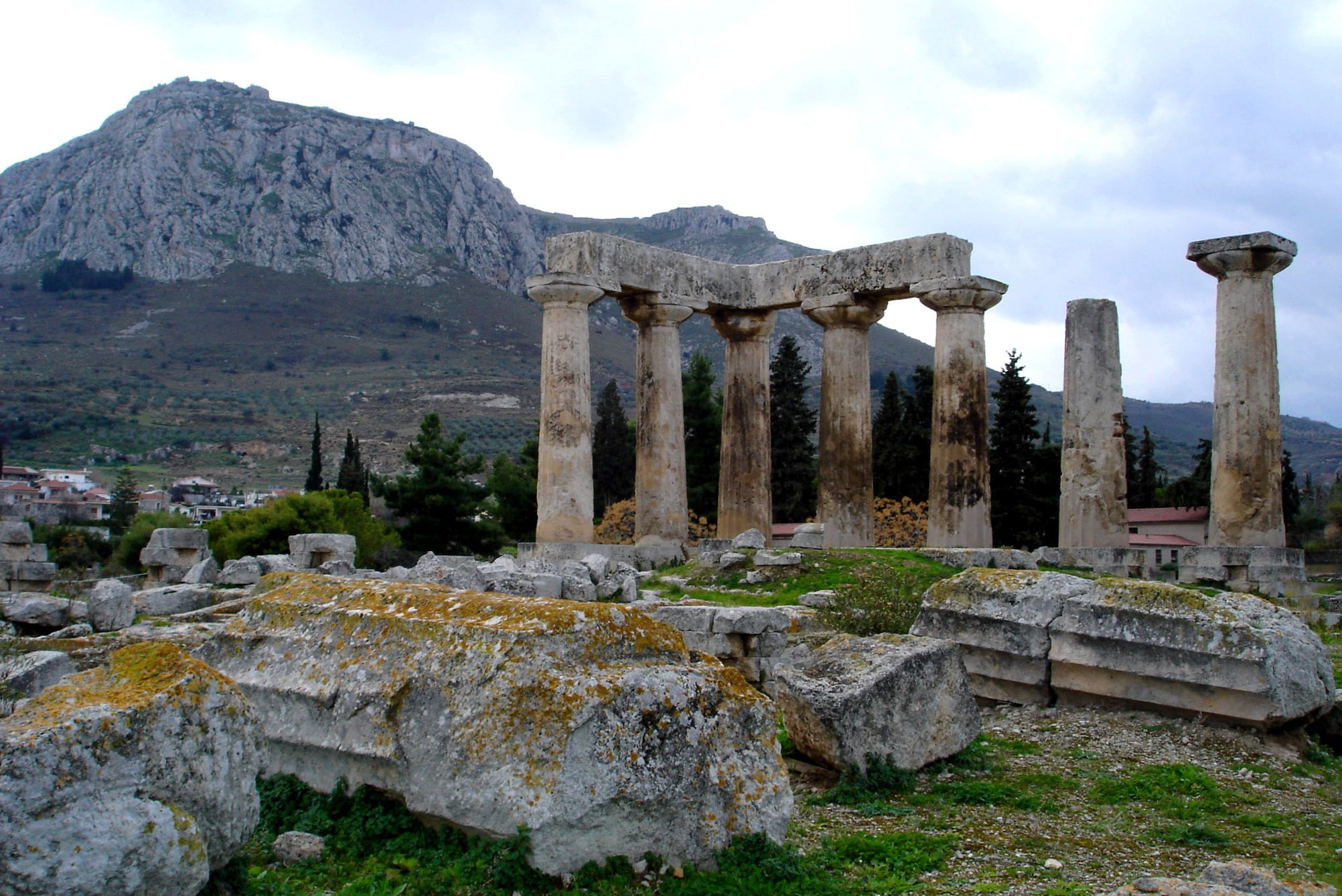
Templo de Apolo com o Acrocorinto ao fundo